# Leichtathletik-Weltmeisterschaften 2009/Stabhochsprung der Männer

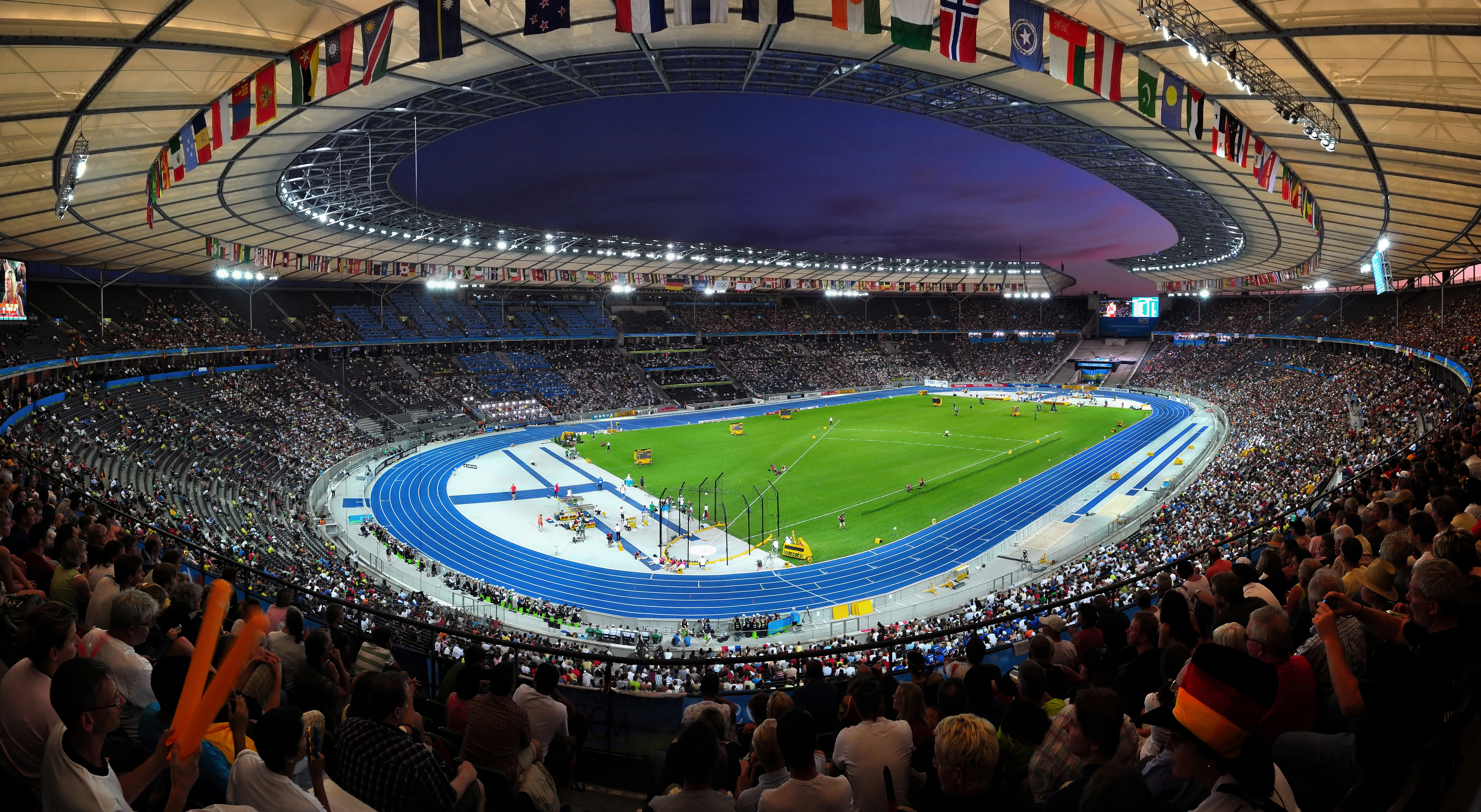
Das Berliner Olympiastadion während der Leichtathletik-Weltmeisterschaften

Der Stabhochsprung der Männer bei den Leichtathletik-Weltmeisterschaften 2009 fand am 20. und 22. August im Olympiastadion der deutschen Hauptstadt Berlin statt.
In diesem Wettbewerb errangen die französischen Stabhochspringer mit Silber und Bronze zwei Medaillen. Weltmeister wurde trotz einer Verletzung der aktuelle Olympiasieger Steve Hooker aus Australien. Wie bereits bei den Weltmeisterschaften 2007 und den Europameisterschaften 2006 gewann Romain Mesnil die Silbermedaille. Bronze ging an Renaud Lavillenie.

## Bestehende Rekorde
| Weltrekord               | 6,14 m | Serhij Bubka  | Sestriere, Italien          | 31. Juli 1994  |
| Weltmeisterschaftsrekord | 6,05 m | Dmitri Markov | WM 2001 in Edmonton, Kanada | 9. August 2001 |

Der bestehende WM-Rekord wurde bei diesen Weltmeisterschaften nicht eingestellt und nicht verbessert.

## Zeitplan
| Datum           | Zeit  | Runde         |
| --------------- | ----- | ------------- |
| 20. August 2009 | 10:10 | Qualifikation |
| 22. August 2009 | 18:15 | Finale        |

## Qualifikationsnormen
| A-Norm | B-Norm |
| ------ | ------ |
| 5,70 m | 5,55 m |

Anmerkung:

- A-Norm: Wenn eine Nation mehr als einen Teilnehmer meldete, musste jeder dieser Wettbewerber die A-Norm erfüllt haben.
- B-Norm: Sie musste von jedem gemeldeten Teilnehmer erbracht werden.

## Doping
Der zunächst auf dem geteilten zwölften Platz eingestufte Belgier Kevin Rans wurde nach einem positiven Befund einer Dopingprobe von den Halleneuropameisterschaften 2009 zunächst freigesprochen, weil er nach eigenen Angaben nur vergessen habe, das betreffende Mittel als notwendiges Medikament für ihn zu deklarieren. Doch die IAAF hob den Freispruch wieder auf und der Athlet erhielt eine dreimonatige Sperre. Unter anderem sein Resultat von diesen Weltmeisterschaften wurde annulliert.

## Legende
Kurze Übersicht zur Bedeutung der Symbolik – so üblicherweise auch in sonstigen Veröffentlichungen verwendet:
| – | verzichtet   |
| o | übersprungen |
| x | ungültig     |

## Ergebnisse

### Qualifikation
34 Teilnehmer traten in zwei Gruppen zur Qualifikationsrunde an. Die Qualifikationshöhe für den direkten Finaleinzug betrug 5,75 m. Diese Höhe musste jedoch gar nicht erst angegangen werden, da nach Abschluss der Versuche über 5,65 m nur noch elf Wettbewerber im Rennen waren. Um auf mindestens zwölf Finalteilnehmer zu kommen, wurde das Finalfeld aufgestockt mit den Athleten, die die vorangegangene Höhe von 5,55 m ohne jeden Fehlversuch bewältigt hatten. Dies waren sechs Sportler, sodass sich fünfzehn Springer für das Finale qualifiziert hatten (hellgrün unterlegt).

#### Gruppe A
| Platz | Name                    | Nationalität   | Ergebnis (m) | 5,25 m | 5,40 m | 5,55 m | 5,65 m |
| ----- | ----------------------- | -------------- | ------------ | ------ | ------ | ------ | ------ |
| 01    | Steve Hooker            | Australien     | 5.65         | –      | –      | –      | o      |
| 02    | Romain Mesnil           | Frankreich     | 5.65         | –      | –      | xo     | o      |
| 02    | Maksym Mazuryk          | Ukraine        | 5.65         | –      | o      | xo     | o      |
| 04    | Damiel Dossévi          | Frankreich     | 5.65         | –      | o      | o      | xo     |
| 05    | Giuseppe Gibilisco      | Italien        | 5.65         | –      | o      | o      | xxo    |
| 06    | Malte Mohr              | Deutschland    | 5.65         | –      | –      | xo     | xxo    |
| 06    | Alexander Gripitsch     | Russland       | 5.65         | o      | o      | xo     | xxo    |
| 08    | Derek Miles             | USA            | 5.55         | –      | –      | o      | xxx    |
| 09    | Jeremy Scott            | USA            | 5.55         | –      | o      | xo     | xxx    |
| 10    | Konstandinos Filippidis | Griechenland   | 5.55         | o      | o      | xxo    | xxx    |
| 11    | Kim Yoo-suk             | Südkorea       | 5.55 SB      | xo     | o      | xxo    | xxx    |
| 11    | Igor Pawlow             | Russland       | 5.55         | –      | xo     | xxo    | xxx    |
| 13    | Spas Buchalow           | Bulgarien      | 5.40         | –      | xo     | –      | xxx    |
| 14    | Jan Kudlička            | Tschechien     | 5.40         | –      | xo     | xxx    |        |
| 14    | Luke Cutts              | Großbritannien | 5.40         | –      | xo     | xxx    |        |
| 14    | Yavgeniy Olhovsky       | Israel         | 5.40         | xo     | xo     | xxx    |        |
| 17    | Takafumi Suzuki         | Japan          | 5.25         | o      | xxx    |        |        |
| NM    | Jesper Fritz            | Schweden       | ogV          | –      | x      |        |        |

In Qualifikationsgruppe A ausgeschiedene Stabhochspringer:

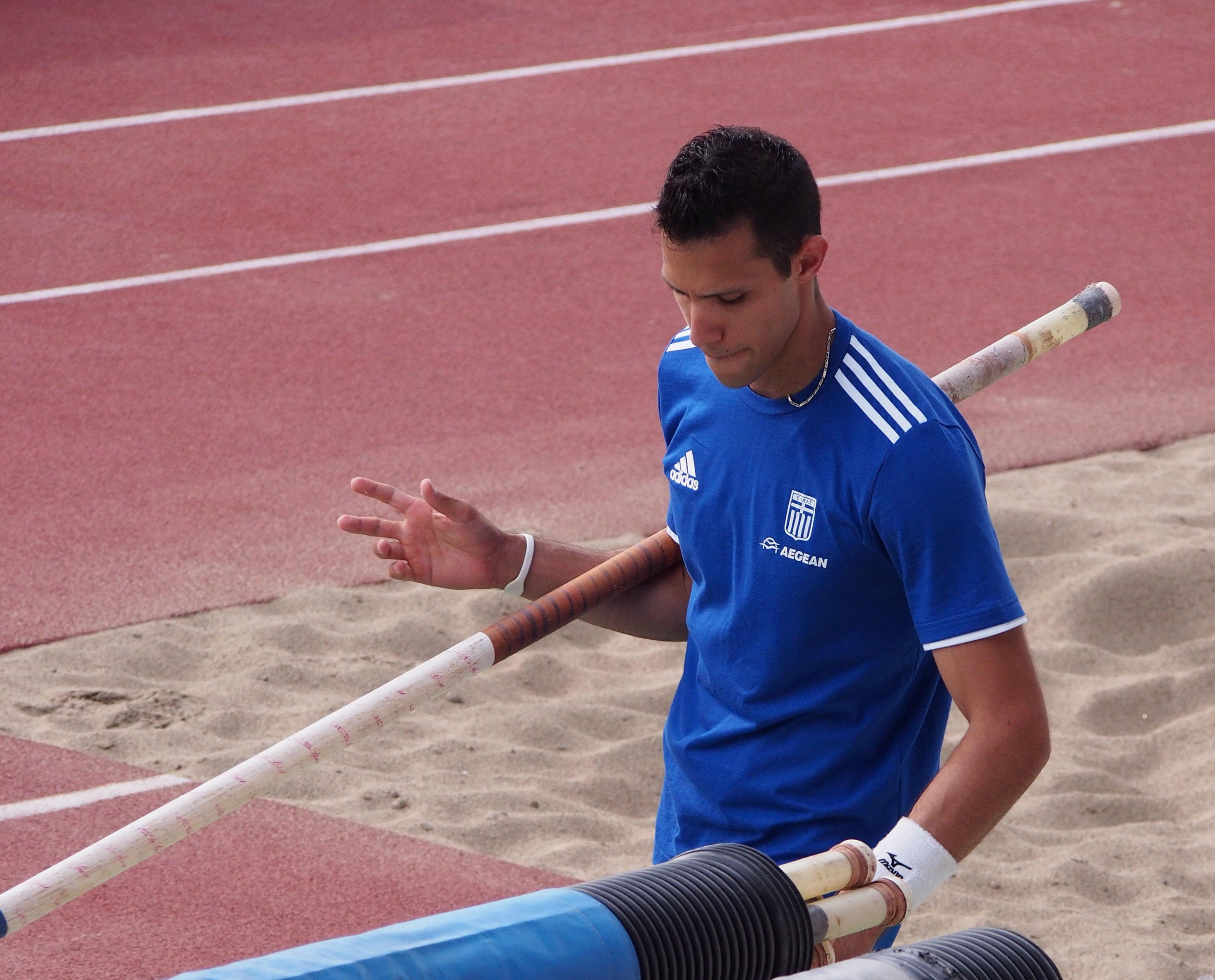
Konstandinos Filippidis Rang zehn mit 5,55 m
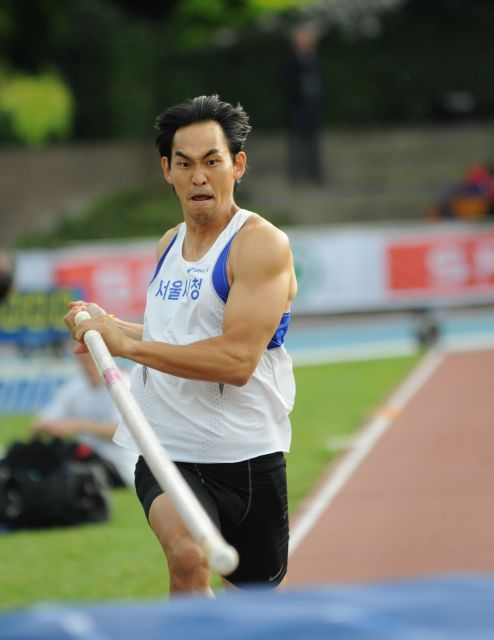
KimYoo-Suk geteilter Rang elf mit 5,55 m
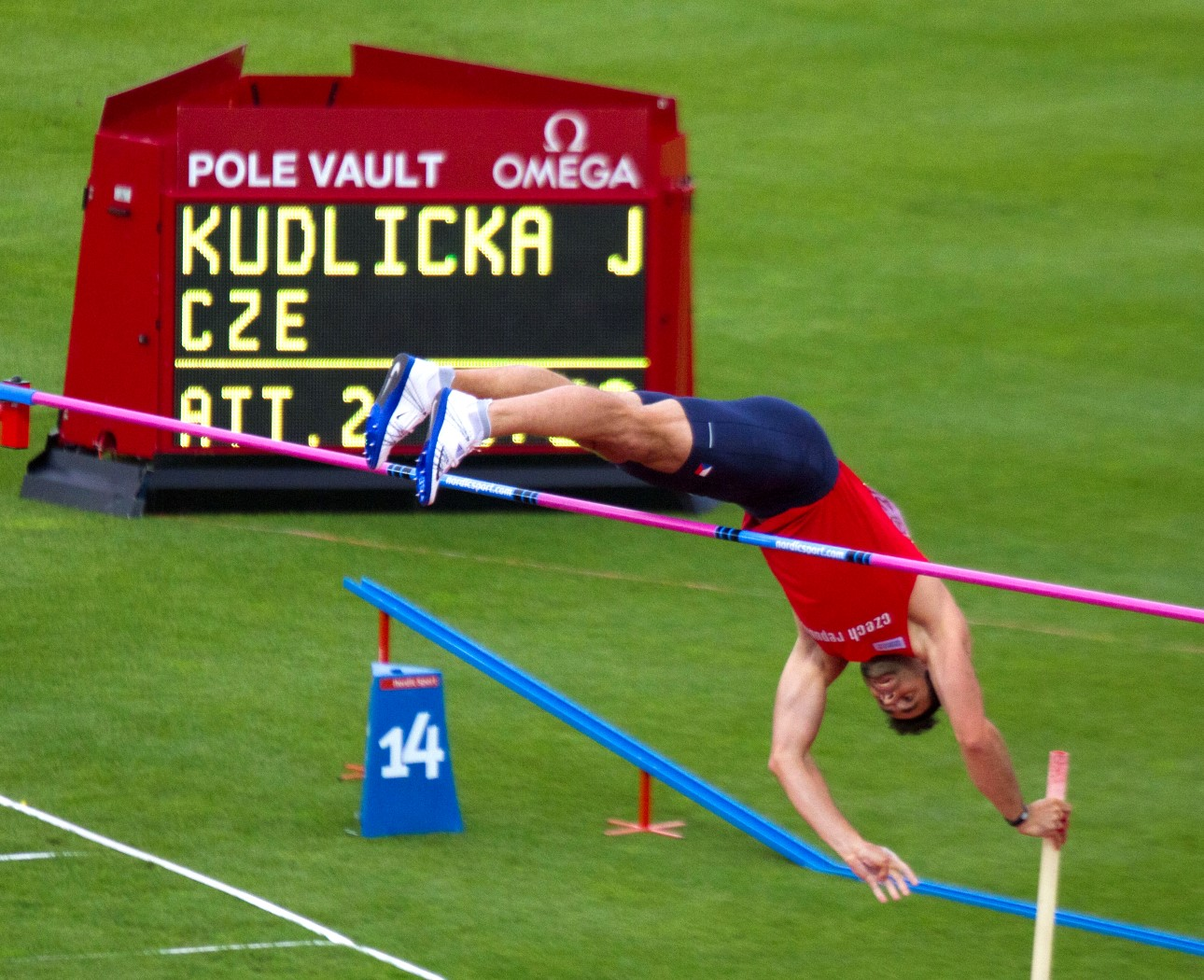
Jan Kudlička geteilter Rang vierzehn mit 5,40 m

#### Gruppe B
| Platz | Name                 | Nationalität   | Ergebnis (m) | 5,25 m | 5,40 m | 5,55 m | 5,65 m | Anmerkung                 |
| ----- | -------------------- | -------------- | ------------ | ------ | ------ | ------ | ------ | ------------------------- |
| 01    | Renaud Lavillenie    | Frankreich     | 5.65         | –      | o      | o      | o      |                           |
| 01    | Alexander Straub     | Deutschland    | 5.65         | –      | –      | o      | o      |                           |
| 03    | Steven Lewis         | Großbritannien | 5.65         | –      | o      | xo     | xxo    |                           |
| 04    | Alhaji Jeng          | Schweden       | 5.65 SB      | –      | xo     | xxo    | xxo    |                           |
| 05    | Daichi Sawano        | Japan          | 5.55         | –      | –      | o      | xxx    |                           |
| 05    | Wiktor Tschistjakow  | Russland       | 5.55         | –      | –      | o      | xxx    |                           |
| 07    | Björn Otto           | Deutschland    | 5.55         | –      | xo     | xxo    | xxx    |                           |
| 08    | Leonid Andreyev      | Usbekistan     | 5.55         | xxo    | o      | xxo    | xxx    |                           |
| 09    | Eemeli Salomäki      | Finnland       | 5.40         | o      | o      | xxx    |        |                           |
| 09    | Łukasz Michalski     | Polen          | 5.40         | –      | o      | xxx    |        |                           |
| 11    | Toby Stevenson       | USA            | 5.40         | –      | xo     | xxx    |        |                           |
| 12    | Jurij Rovan          | Slowenien      | 5.40         | xo     | xo     | xxx    |        |                           |
| 13    | Denys Fedas          | Ukraine        | 5.25         | o      | xxx    |        |        |                           |
| NM    | Fábio Gomes da Silva | Brasilien      | ogV          | –      | xxx    |        |        |                           |
| NM    | Oleksandr Korchmid   | Ukraine        | ogV          | –      | xxx    |        |        |                           |
| DOP   | Kevin Rans           | Belgien        |              |        |        |        |        | für das Finale zugelassen |
| DNS   | Brad Walker          | USA            |              |        |        |        |        |                           |

In Qualifikationsgruppe B ausgeschiedene Stabhochspringer:

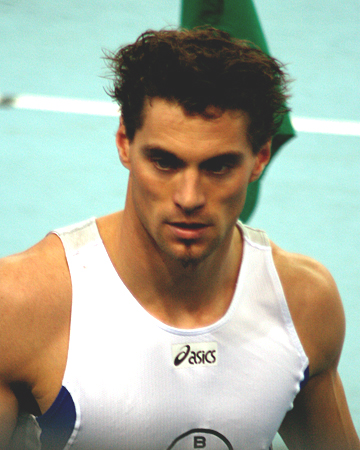
Björn Otto Rang sieben mit 5,55 m
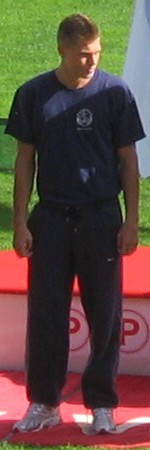
Eemeli Salomäki geteilter Rang neun mit 5,55 m
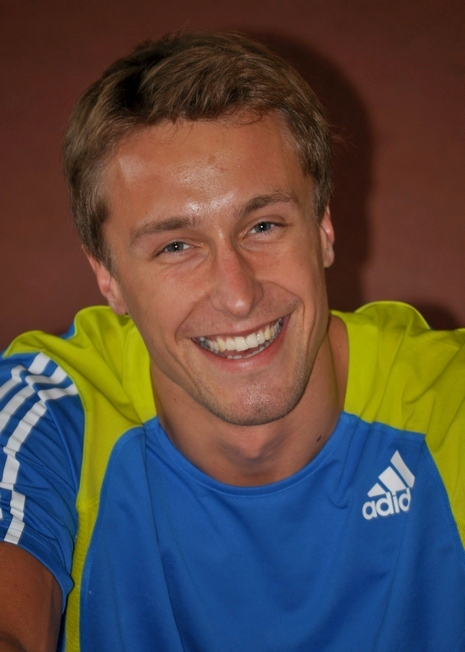
Łukasz Michalski geteilter Rang neun mit 5,55 m
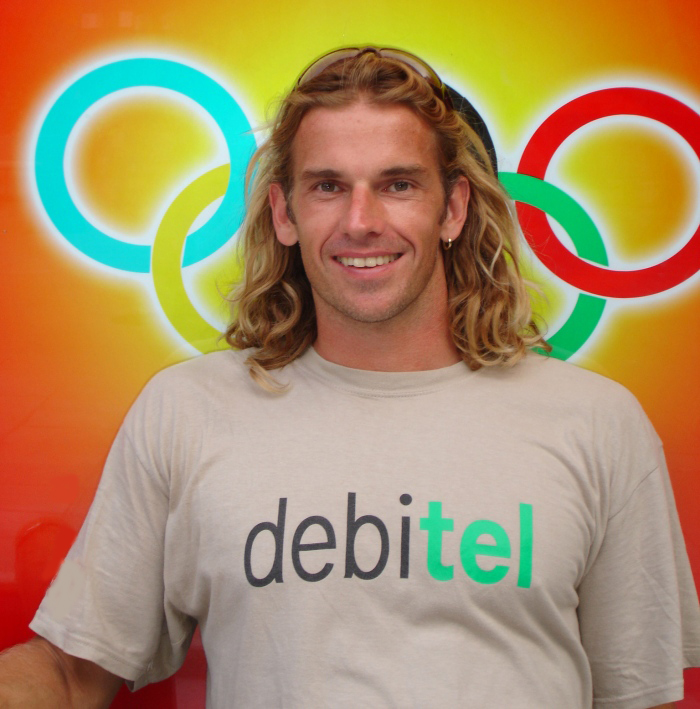
Jurij Rovan Rang zwölf mit 5,40 m
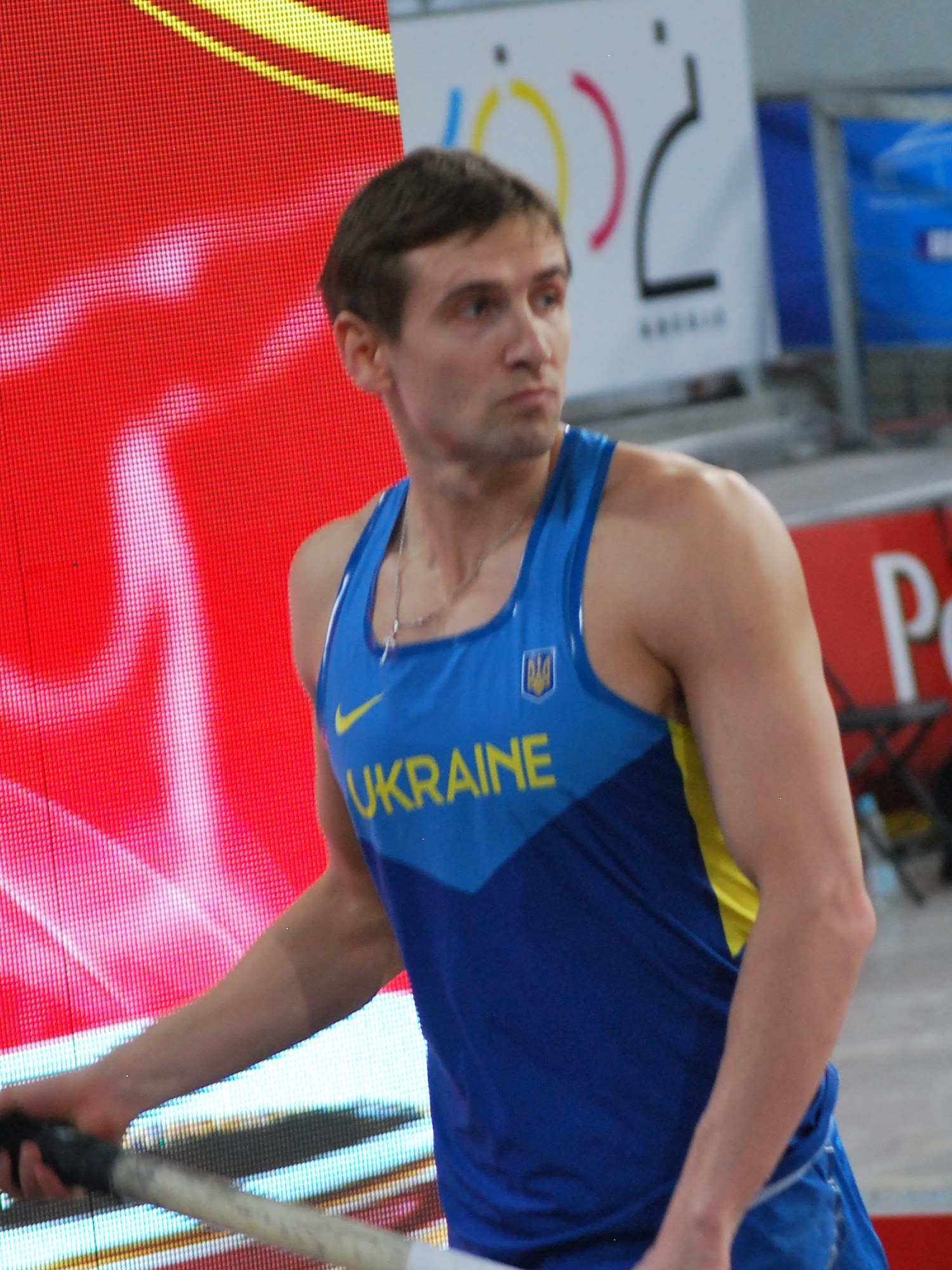
Oleksandr Korchmid ohne gültigen Versuch

### Finale
Steve Hooker gewann die Konkurrenz trotz einer schmerzhaften Oberschenkelverletzung, die ihn daran hinderte, den vollen Wettbewerb zu absolvieren. Er machte lediglich zwei Sprünge, hatte einen Fehlversuch bei 5,85 m und dann einen weiteren erfolgreichen Sprung bei 5,90 m. Dieser reichte für die Goldmedaille, da keiner der beiden noch verbliebenen Franzosen 5,95 m überspringen konnte. Insbesondere Renaud Lavillenie mit einer Saisonbestleistung von 6,01 m hätte von der Höhe her noch deutlich mehr Potential besessen, scheiterte aber nach Fehlversuchen bei 5,85 m und 5,90 m auch in seinem einzigen noch verbliebenen Versuch über 5,95 m an einer geringen seitlichen Berührung der Latte.
| Platz | Name                | Nationalität   | Ergebnis (m) | 5,50 m | 5,65 m | 5,75 m | 5,80 m | 5,85 m | 5,90 m | 5,95 m |
| ----- | ------------------- | -------------- | ------------ | ------ | ------ | ------ | ------ | ------ | ------ | ------ |
| 01    | Steve Hooker        | Australien     | 5.90         | –      | –      | –      | –      | x–     | o      | –      |
| 02    | Romain Mesnil       | Frankreich     | 5.85 SB      | o      | o      | x–     | o      | o      | x–     | xx     |
| 03    | Renaud Lavillenie   | Frankreich     | 5.80         | o      | o      | xxo    | o      | x–     | x–     | x      |
| 04    | Maksym Mazuryk      | Ukraine        | 5.75         | o      | xo     | o      | x–     | xx     |        |        |
| 05    | Alexander Gripitsch | Russland       | 5.75 PB      | o      | xxo    | o      | xxx    |        |        |        |
| 06    | Damiel Dossévi      | Frankreich     | 5.75 PB      | o      | o      | xo     | xxx    |        |        |        |
| 07    | Alexander Straub    | Deutschland    | 5.65         | xo     | xo     | xxx    |        |        |        |        |
| 07    | Giuseppe Gibilisco  | Italien        | 5.65         | xo     | xo     | xx–    | x      |        |        |        |
| 07    | Steven Lewis        | Großbritannien | 5.65         | xo     | xo     | xxx    |        |        |        |        |
| 10    | Daichi Sawano       | Japan          | 5.50         | o      | xxx    |        |        |        |        |        |
| 10    | Wiktor Tschistjakow | Russland       | 5.50         | o      | xxx    |        |        |        |        |        |
| 12    | Alhaji Jeng         | Schweden       | 5.50         | xo     | xxx    |        |        |        |        |        |
| 13    | Malte Mohr          | Deutschland    | 5.50         | xxo    | xxx    |        |        |        |        |        |
| NM    | Derek Miles         | USA            | ogV          | xxx    |        |        |        |        |        |        |
| DOP   | Kevin Rans          | Belgien        |              |        |        |        |        |        |        |        |

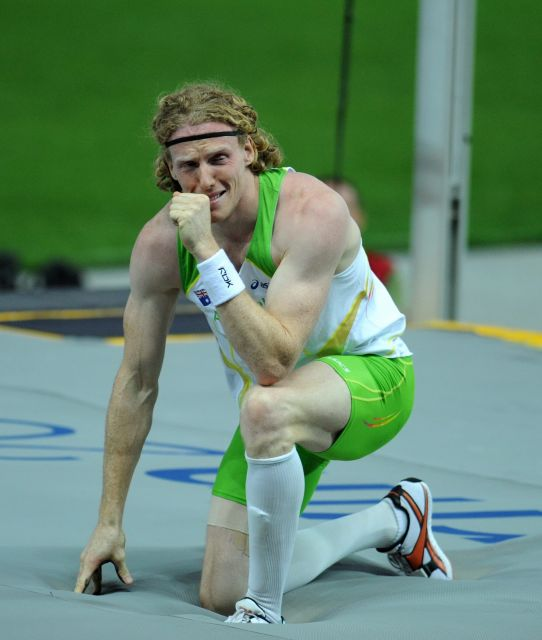
Der aktuelle Olympiasieger Steve Hooker siegte trotz Verletzung – er benötigte dafür nur zwei Sprünge

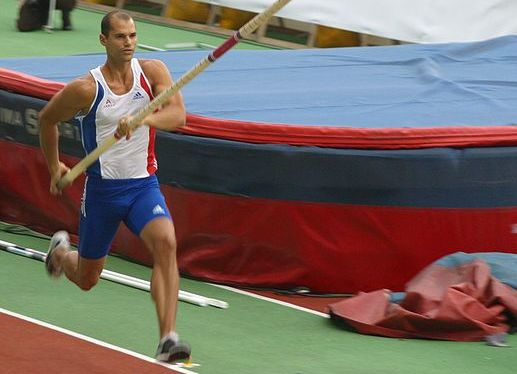
Vizeweltmeister wurde wie bei den Weltmeisterschaften 2007 der Vizeeuropameister von 2006 Romain Mesnil
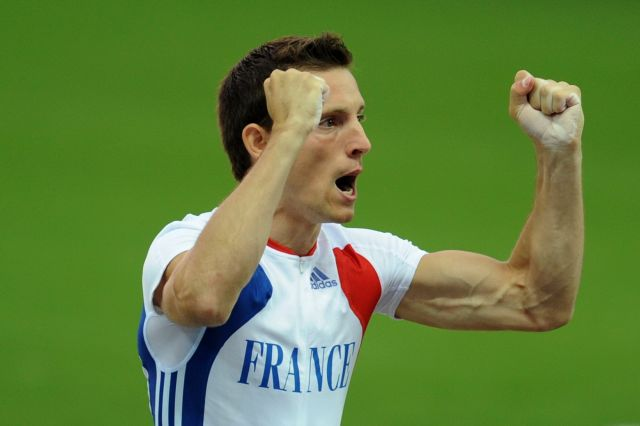
Bronzemedaillengewinner Renaud Lavillenie
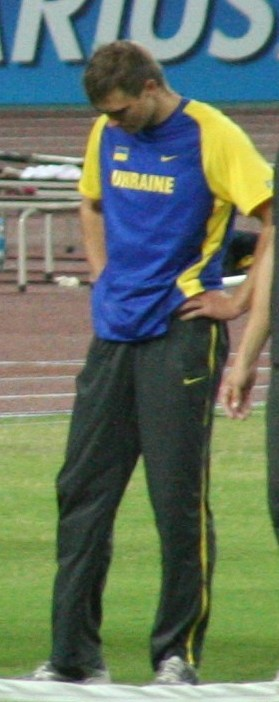
Maksym Mazuryk belegte Rang vier

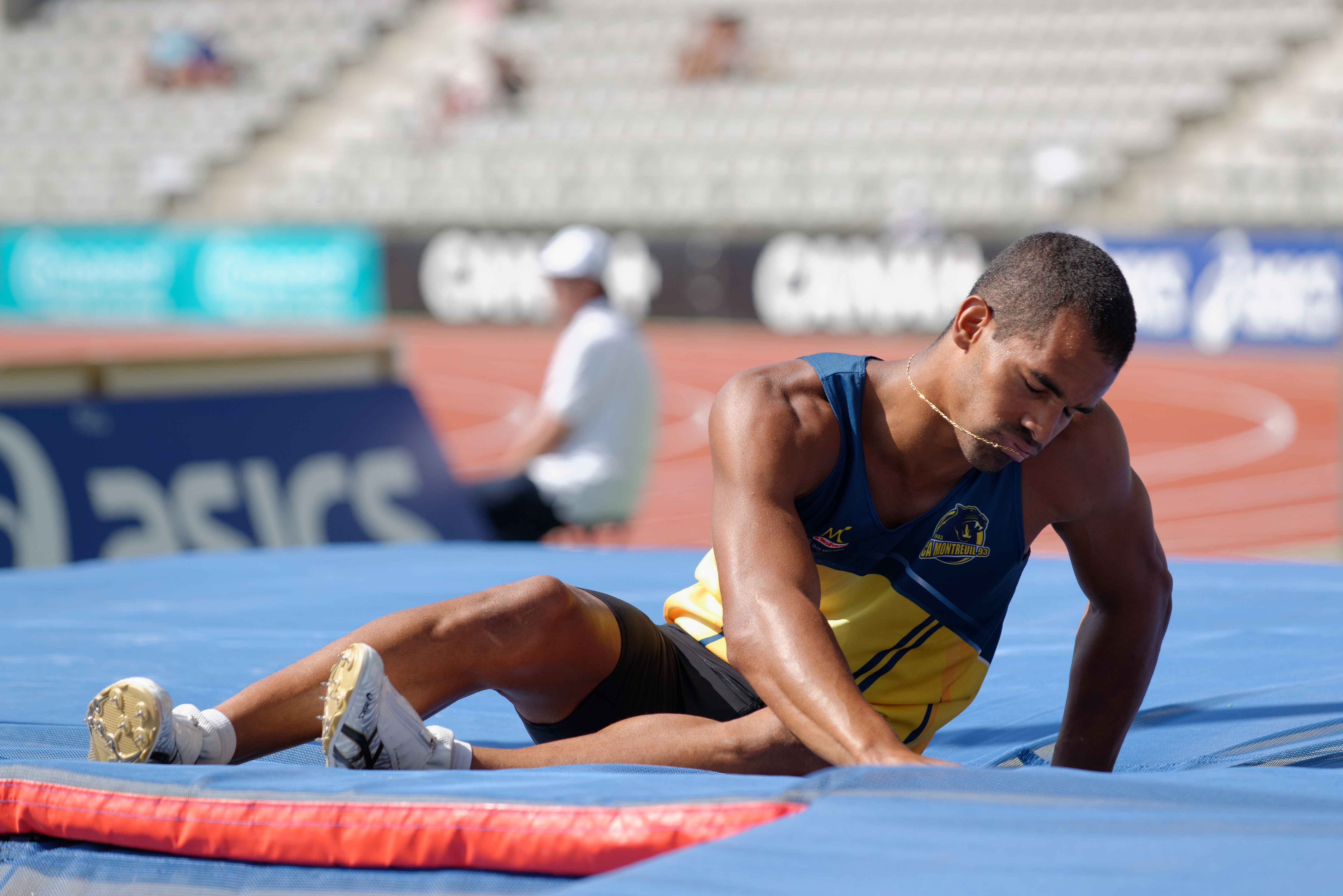
Damiel Dossévi kam auf den sechsten Platz
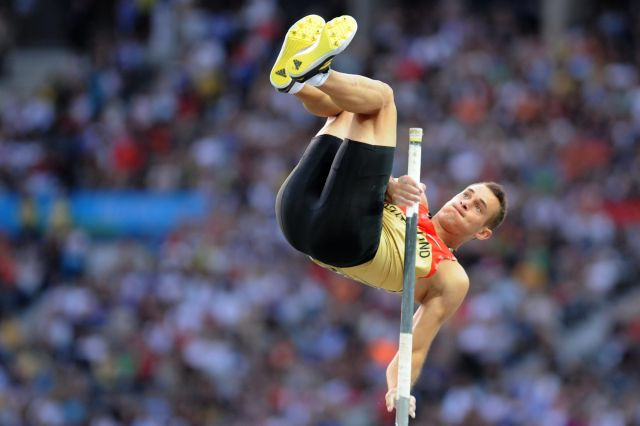
Alexander Straub – geteilter Siebter
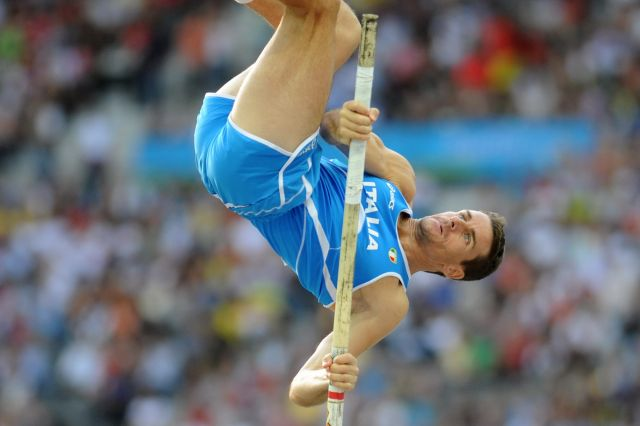
Giuseppe Gibilisco erreichte den geteilten siebten Platz
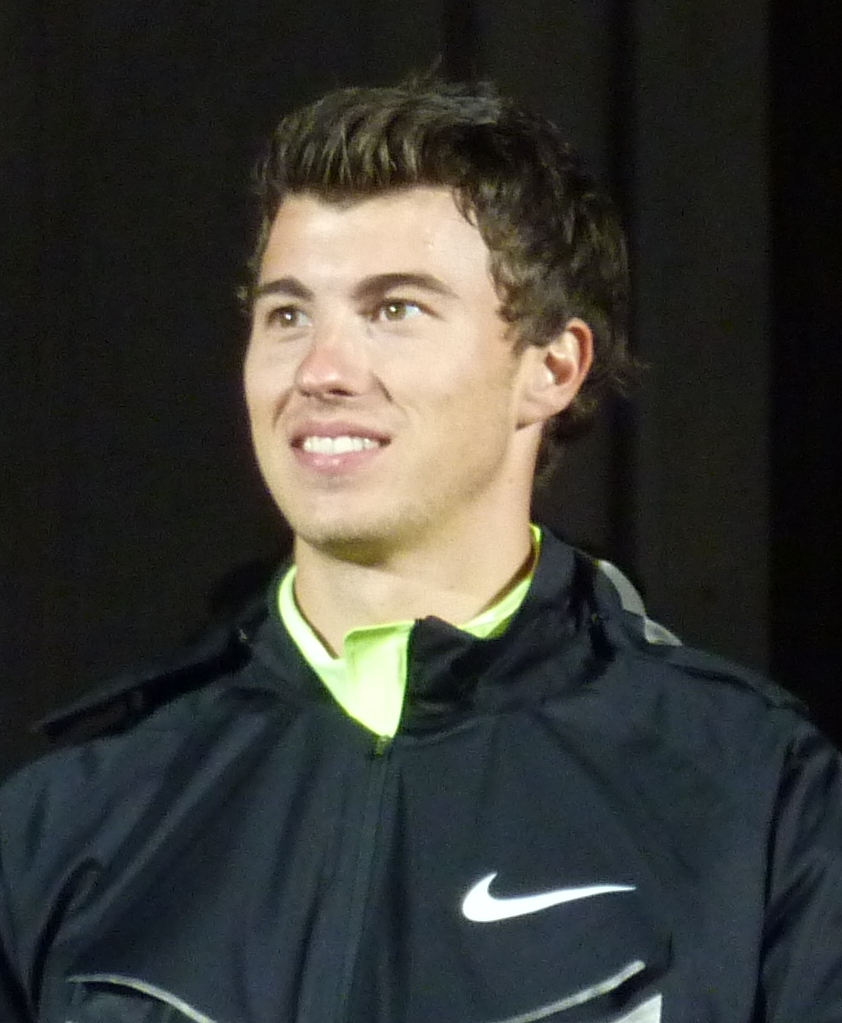
Geteilter siebter Rang für Steven Lewis
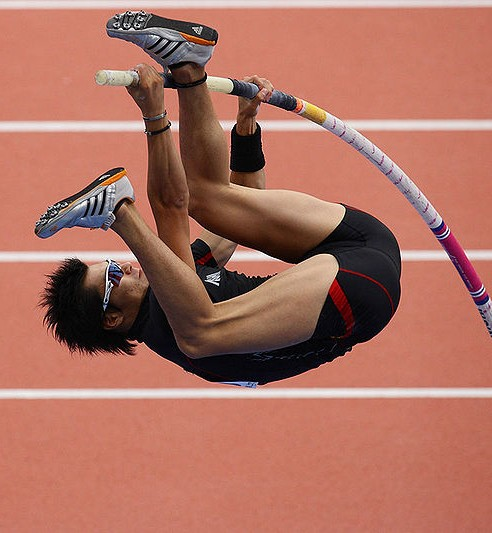
Der zehntplatzierte Daichi Sawano
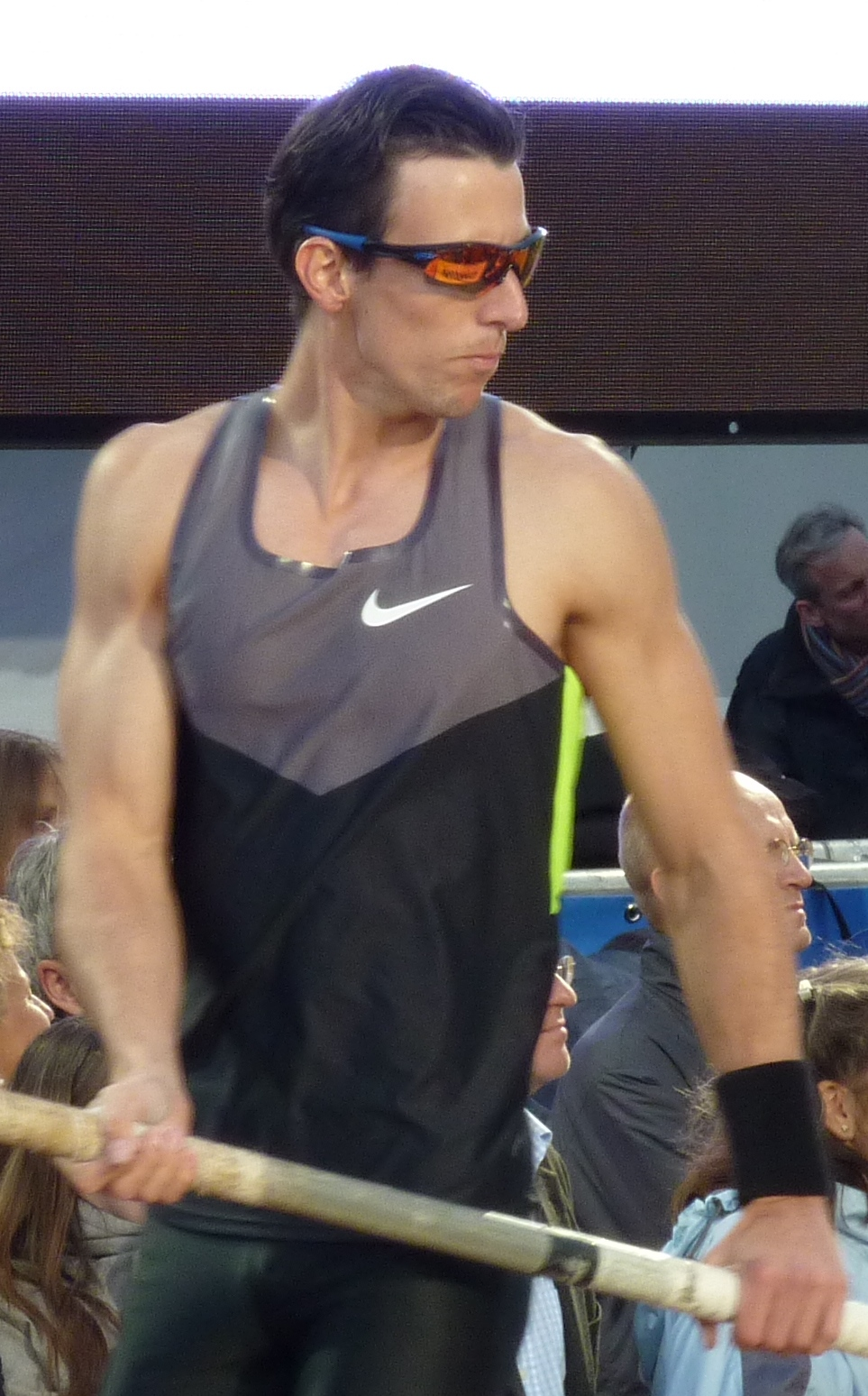
Malte Mohr wurde Dreizehnter
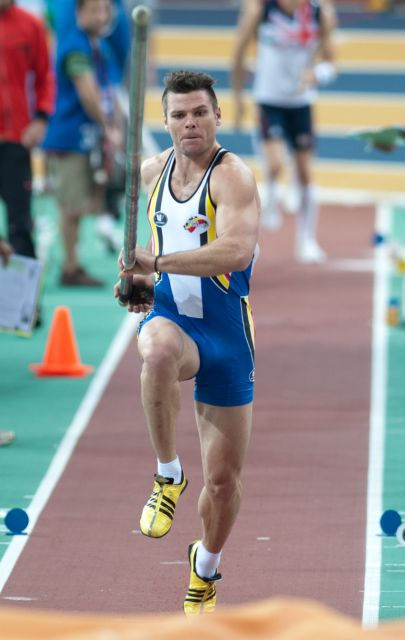
Kevin Rans – wegen Dopingvergehens disqualifiziert

## Videolinks
- IAAF WORLD CHAMPIONSHIPS-BERLIN 2009-POLE VAULT MEN, youtube.com, abgerufen am 25. November 2020
- Steve Hooker - The Wonder of Berlin - World Championships Pole Vault Final 2009, youtube.com, abgerufen am 25. November 2020